# سلمى بركاش
سلمى بركاش (مواليد 13 مايو 1966) هي مخرجة أفلام وكاتبة سيناريو مغربية. قامت بإخراج مجموعة من الأفلام، والتي حصلت من خلالها على عدد من الجوائز.

## مسيرتها
ولدت سلمى بركاش في الدار البيضاء. درست الفن والسينما في جامعة بانتيون سوربون في باريس. ناقشت الدكتوراه بأطروحة حول موضوع مكانة المرأة ودورها في السينما المغربية، بإشراف دانيال سيرسو (Daniel Serceau).
بالعودة إلى المغرب، عملت بركاش في البداية كمساعدة مخرج. أصبحت أيضًا مديرة الصوتيات والمرئيات في مجموعة أونا. في الوقت نفسه، كانت تعمل على إنتاج الأفلام القصيرة. أخرجت فيلمها الروائي الأول الوتر الخامس سنة 2011. وقد حصل الفيلم على عدة جوائز، مع تنويه خاص من لجنة التحكيم في المهرجان الوطني للفيلم بطنجة. كما فاز فيلمها الطويل الثاني «إنديغو» بالعديد من الجوائز، منها جائزة (Paulin Soumanon Vieyra) للنقد الأفريقي في مهرجان عموم أفريقيا للسينما والتلفزيون في واغادوغو (Fespaco)، وجائزة أفضل فيلم أفريقي في الطبعة الخامسة من مهرجان «مشارقي» للفيلم الإفريقي في كيغالي، وكذلك جائزة أحسن دور نسائي في الدورة الحادية والعشرين لمهرجان خريبكة للسينما الأفريقية. ·  · 

## أعمالها
- 2011: الوتر الخامس
- 2018: إنديغو

## روابط خارجية
- سلمى بركاش على موقع IMDb (الإنجليزية)
- سلمى بركاش على موقع قاعدة بيانات الفيلم (الإنجليزية)